# Louise Élisabeth Gontier
Ne doit pas être confondu avec Madame Gonthier.
Pour les articles homonymes, voir Gontier, Gonthier et Gavaudan.
Louise Élisabeth Bosquier, dite d’abord Rosette Gavaudan, puis Madame Gontier (Gonthier-Gavaudan), est une artiste lyrique et dramatique française, née en 1783 à Nîmes et morte le 10 avril 1844 à Fontainebleau.

## Biographie
Marie Louise Élisabeth Bousquier naît à Nîmes de Pierre Joseph Bousquier, fabricant de bas de soie, et de Jeanne-Marie-Émilie Gavaudan. Le nom de famille sera plus tard légèrement changé en Bosquier. Par sa mère, elle appartient à la « tribu » artistique des Gavaudan qui a émergé dans le milieu lyrique et théâtral parisien entre la fin du XVIIIe et le début du XIXe siècle. Elle est notamment la sœur de Jean-Sébastien-Fulchran Bousquier, dit Bosquier-Gavaudan, et la nièce de Jean-Baptiste, Anne-Marie-Jeanne, Adélaïde et Émilie Gavaudan.
Elle débute au théâtre Feydeau dans les dernières années du XVIIIe siècle, sous le nom de Rosette Gavaudan (dite « l'aînée ») au côté de sa sœur cadette Jeanne-Marie-Françoise Bosquier (1784 - après 1834), dite « Aglaë Gavaudan cadette »,. 
Engagée dans la troupe française de Mademoiselle Raucourt, en Italie, elle épouse à Milan, le 8 décembre 1809, l'acteur Louis Georges Belloste (1785-1841), dit Tonon Gontier. 
Rentrée en France avec son mari au début de 1810, ils se présentent d'abord à la Comédie-Française mais, en 1812, ils retournent à l'Opéra-Comique, où elle reprend en partie l'emploi (les duègnes) et le nom vénéré de Madame Gonthier, laquelle venait tout juste de se retirer de la scène après une glorieuse carrière de plus de trente ans, et qui n'avait d'ailleurs aucun lien de parenté avec Gontier, l’époux de Louise Élisabeth.
En 1815, son mari passe au Vaudeville. Elle va chez son frère Bosquier-Gavaudan, codirecteur des Variétés, et y fait sa place en devenant l'un des soutiens de ce théâtre, dans les rôles de poissardes et de petites bourgeoises.
Elle se retire du théâtre après 1825 et meurt à Fontainebleau, peu de temps après son mari, en 1844 dans sa 60e année.

## Carrière

### Théâtre
- 1810 : Nanine de Voltaire, à la Comédie-Française, rôle de La Marquise.
- 1810 : Le Joueur de Regnard, à la Comédie-Française, rôle de la Comtesse.
- 1810 : Tancrède de Voltaire, à la Comédie-Française, rôle de Fanie.
- 1810 :  La Fausse Agnès ou le Poète campagnard de Destouches, à la Comédie-Française, rôle de La Baronne.

- 1816 : Père enfant, comédie-parade en un acte d'Alexandre, théâtre des Variétés, rôle de Nanette[8].
- 1819 : Le Séducteur champenois ou les Rhémois, comédie-vaudeville en un acte d'Armand d'Artois, Saintine et Charles Nombret Saint-Laurent, au théâtre des Variétés le 16 décembre, rôle de Mme Ledoux[9].
- 1818 : Les Perroquets de la mère Philippe, vaudeville en un acte, d’Armand d'Artois et Achille d'Artois, création le 10 juin au Théâtre des Variétés, rôle de Madame de Merville.
- 1824: M. Pique-assiette, comédie-vaudeville en 1 acte, d’Armand d'Artois et Jacques Gabriel, création le 18 mai au Théâtre des Variétés, rôle de Mme Dalibon.

### Opéra
- 1798 :[ Jean-Baptiste, opéra comique en un acte, paroles et musique du Cousin Jacques, au Théâtre Feydeau, le 13 Prairial de l'an VI, rôle de Minette[10]
- 1812 : Ma tante Aurore ou le Roman impromptu, opera buffa en deux actes, livret de Longchamps et musique de Boieldieu, à l'Opéra-Comique le 20 avril[4].
- 1812 : Blaise et Babet de Nicolas Dezède à l'Opéra-Comique[4],[11].
- 1812 : Richard Cœur de Lion à l'Opéra-Comique[12],[13].
- 1813 : Paul et Virginie à l'Opéra-Comique[14].
- 1813 : Les Visitandines, livret de Picard et musique de Devienne, à l'Opéra-Comique[14].
- 1813 : Philippe et Georgette, livret de Jacques-Marie Boutet de Monvel, musique de Nicolas Dalayrac, à l'Opéra-Comique[15]